# Schaenicoscelis viridis
Schaenicoscelis viridis là một loài nhện trong họ Oxyopidae.
Loài này thuộc chi Schaenicoscelis. Schaenicoscelis viridis được Cândido Firmino de Mello-Leitão miêu tả năm 1927.